# 3290 Азабу
3290 Азабу (3290 Azabu) — астероїд головного поясу, відкритий 19 вересня 1973 року.
Тіссеранів параметр щодо Юпітера — 3,042.